# Phigalia destrigaria
Phigalia destrigaria là một loài bướm đêm trong họ Geometridae.